# Stanisław Dec (architekt)

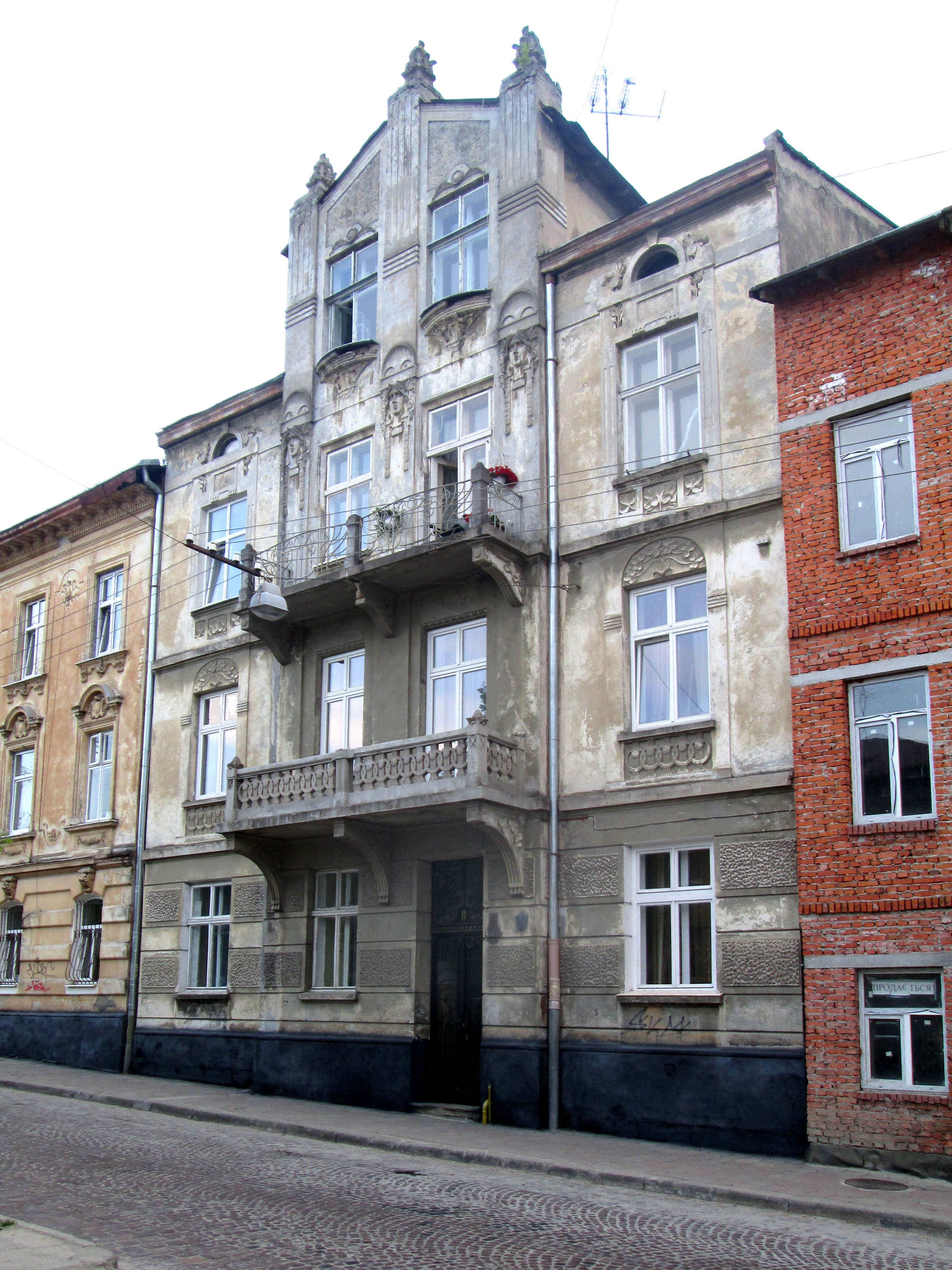
Kamienica przy ulicy św. Jacka we Lwowie (obecnie ul. Aleksandra Archipenki 8) /1907/

Stanisław Dec (ur. 24 kwietnia 1862 we Lwowie, zm. 13 czerwca 1943 tamże) – polski architekt związany ze Lwowem.

## Życiorys
Od 1892 przez trzy lata studiował w Szkole Przemysłowej, a następnie kontynuował naukę na Politechnice Lwowskiej. Pierwsze realizacje według jego projektu powstały na początku XX wieku, większość obiektów reprezentuje neogotyk, były to wówczas nowoczesne budynki zaprojektowane z zastosowaniem nowinek architektonicznych.
Został pochowany na Cmentarzu Łyczakowskim we Lwowie (wraz z Wiktorią Dec, sektor 75).

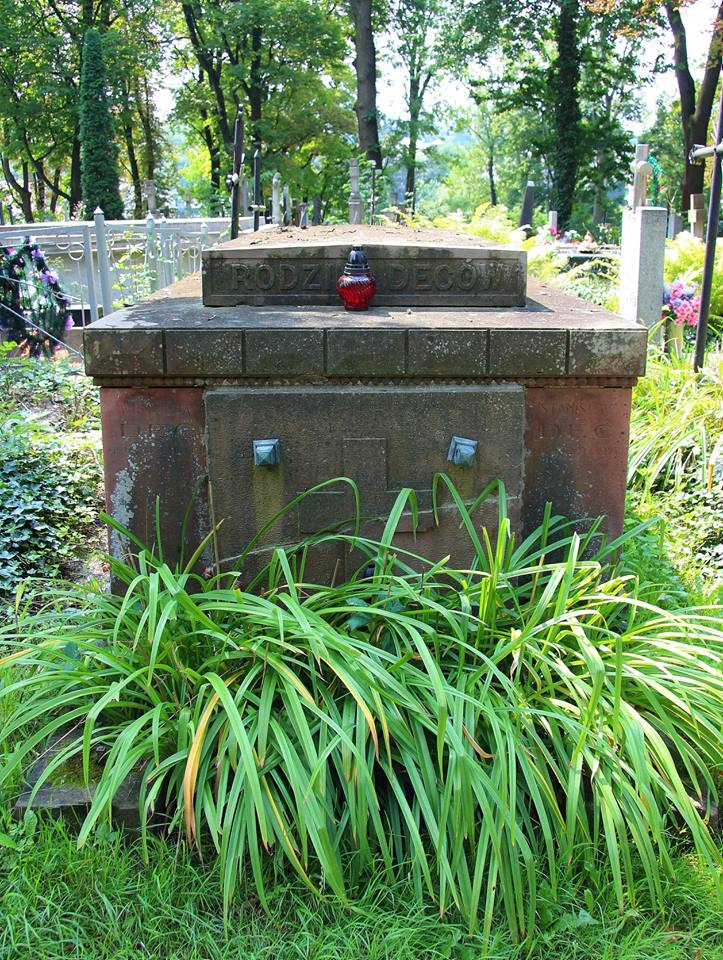
Grobowiec rodziny Dec na Cmentarzu Łyczakowskim we Lwowie
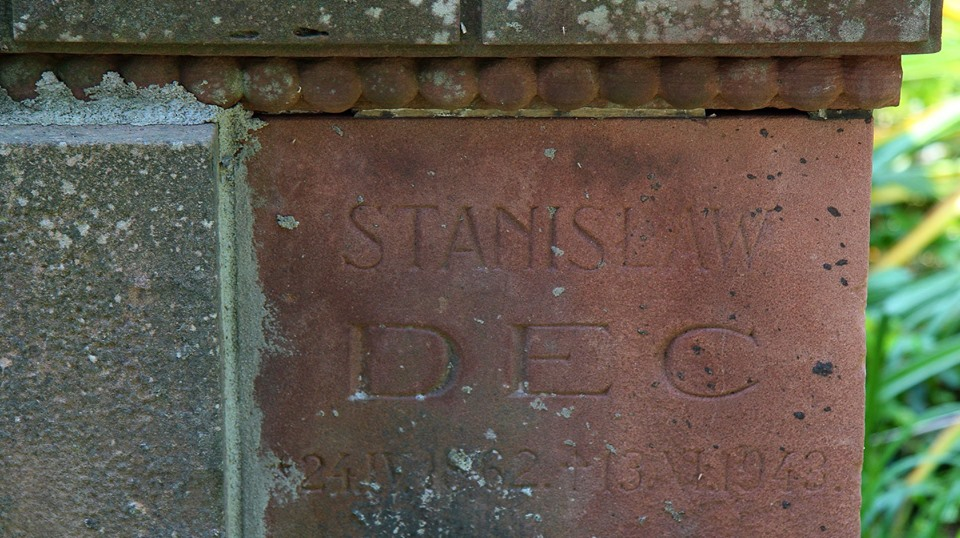
Tablica nagrobna Stanisława Deca na grobowcu rodzinnym na Cm. Łyczakowskim we Lwowie

## Realizacje architektoniczne
- Willa M. Bulgarina przy ulicy Augustyna Kordeckiego we Lwowie (obecnie ul. Ołeny Stepaniwnej 31), wspólnie z Kasparem Julianem Draniewiczem /1900–1901/;
- Kamienica przy ulicy Maurycego Mochnackiego we Lwowie (obecnie ul. Michaiła Drahomanowa 17) /1900/;
- Kamienica przy ulicy św. Jacka we Lwowie (obecnie ul. Aleksandra Archipenki 8) /1907/;
- Kamienica przy ulicy Leona Sapiehy we Lwowie (obecnie ul. Stepana Bandery 16) /1908/;
- Kamienica przy ulicy Maurycego Mochnackiego we Lwowie (obecnie ul. Michaiła Drahomanowa 22) /1910/;
- Kamienice czynszowe przy ulicy Pełczyńskiej we Lwowie (obecnie ul. Dmytro Witowskiego 31–33) /1913/.